# 중화항공 358편 추락 사고

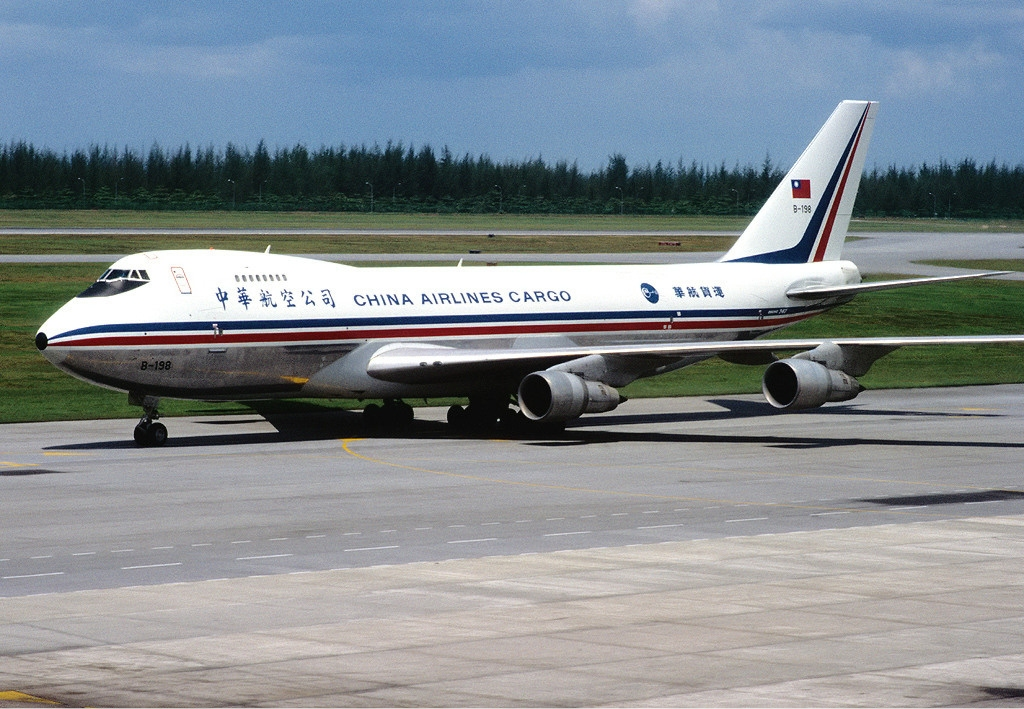
사고기

중화항공 358편 추락 사고는 1991년 타이완에서 일어난 항공사고이다.

## 개요
1991년 12월 29일, 타이베이시를 출발해 미국 앵커리지로 가던 중화항공 358편인 보잉 747-200F 항공기가 엔진 분리와 제어 손실로 인해 산으로 추락해 부조종사와 비행 엔지니어를 포함해 5명 전원 사망했다.

## 같이 보기
- 중화항공의 사건 및 사고